# Danemark aux Jeux olympiques d'hiver de 2006
Cet article contient des informations sur la participation et les résultats du Danemark aux Jeux olympiques d'hiver de 2006 à Turin en Italie. Le Danemark était représenté par 10 athlètes.

## Médailles
|          | Médaille d'or | Médaille d'argent | Médaille de bronze | Total |
| -------- | ------------- | ----------------- | ------------------ | ----- |
| Danemark | 0             | 0                 | 0                  | 0     |

## Épreuves

### Curling
Femmes
- Denise Dupont
- Dorthe Holm
- Malene Krause
- Lene Nielsen
- Maria Poulsen

### Ski alpin
Hommes
- Johnny Albertsen

Femmes
- Sophie Soelling

### Ski de fond
Hommes
- Jonas Thor Olsen

### Snowboard
Hommes
- Martin Troels Moeller

Femmes
- Julie Wendel Lundholdt